# Page
Page er en titel for en dreng eller ung adelsmand, der opdrages ved hoffet og gør tjeneste der. Det var især anvendt i middelalderen, hvor en tid som page var et nødvendigt gennemgangsled for at opnå ridderslaget. 
Den middelalderlige page havde typisk skulderlangt hår; en frisure der i dag kaldes pagehår.  